# Evergestis dimorphalis
Evergestis dimorphalis là một loài bướm đêm trong họ Crambidae.